# Cable esquí

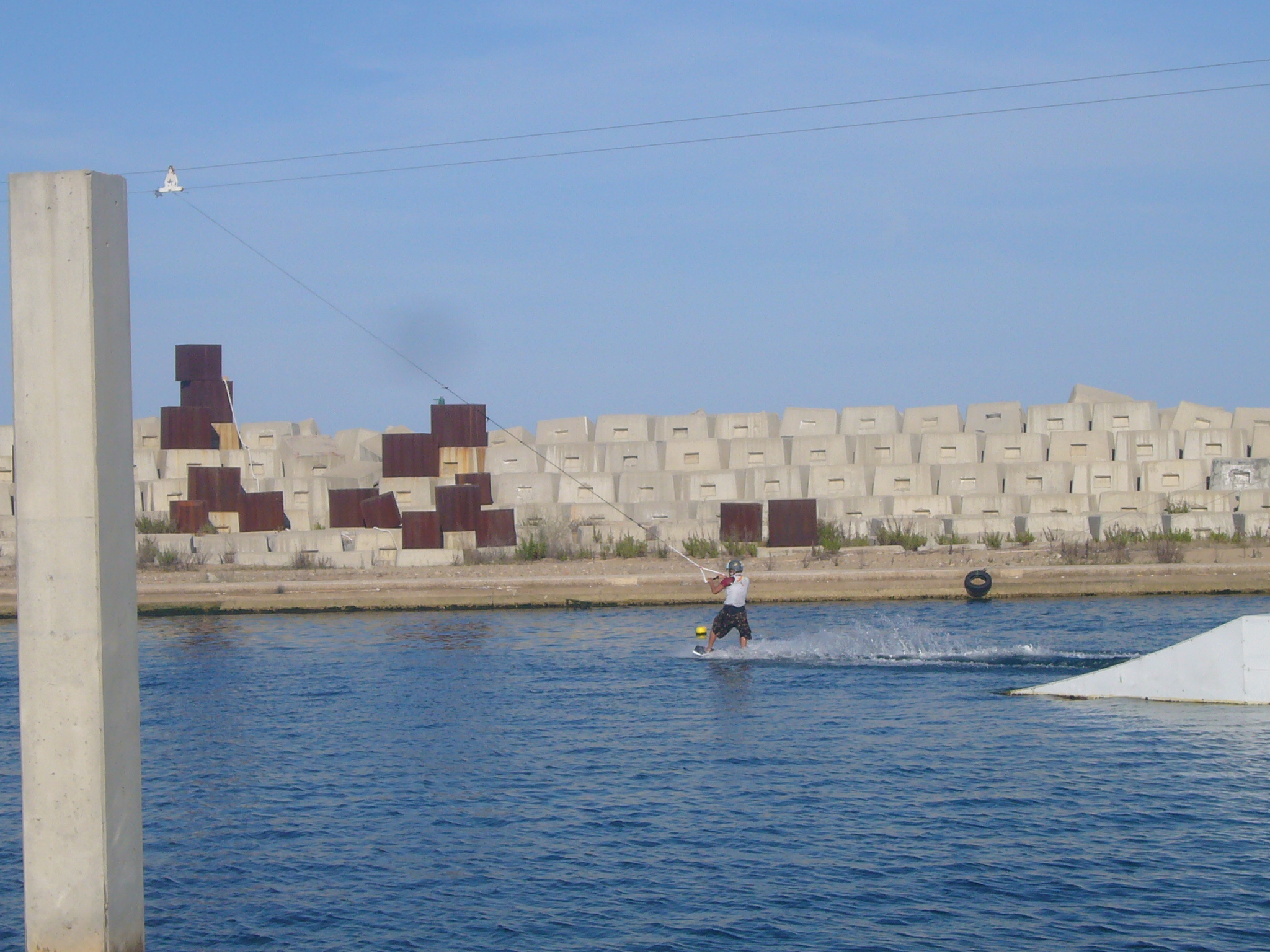
Esquí acuático en la Zona de Banys - Fòrum

Cable ski o cable esquí es la denominación que recibe la instalación que nos permite poner en práctica actividades como el conocido esquí acuático y wakeboard sobre una superficie de agua, con la peculiaridad del engranaje de un sistema de cable similar al de los utilizados en esquí de montaña, los denominados telesquí o telearrastres, en los cuales la cuerda y el mango del esquiador son arrastrados por un cable de accionamiento eléctrico. Comúnmente, en esta modalidad, el esquiador que practica estos deportes es tirado por una lancha motora o barco. 

## Historia
Esta modalidad se inventó por el ingeniero Bruno Rixen, de origen alemán, quien en un lago de Bordesholm construyó el primer esquí acuático en el año 1959. Actualmente, en Alemania hay más de 85 cables activos. Concretamente, en Langnfelt (Alemania), existen hoy en día cuatro sistemas de transporte por cable y es considerado como la mayor capacidad de esquí acuático y wakeboard en el mundo. 
Su origen alemán ha popularizado el cable esquí en Europa extendiéndose cada vez a otros países como Estados Unidos (EE. UU.). En el territorio nacional, España cuenta con más de 6 cable esquí:Cable-Esquí Benidorm, Wakeboardcenter Los Ángeles de San Rafael (Segovia), Cableski Marbella, Mallorca-cableski, Double Wake Sevilla, Cable esquí Barcelona.
En cuanto a las disciplinas fuertes de la modalidad de cable esquí, hasta hace pocos años, han sido el eslalon, las figuras y los saltos (Modalidades de Esquí Acuático denominadas Clásicas), pero actualmente el crecimiento de disciplinas más conocidas como el wakeboard y el wakeskate ha impulsado a aficionados de todo el mundo a practicar este deporte con el innovador elemento del cable esquí, al resultarle más atractivo y más asequible económicamente que ser tirado en barco. Otra de las ventajas del cable respecto a la utilización del barco es respecto al medio ambiente. Mientras que el motor eléctrico del cable es limpio y energéticamente eficiente, no podemos decir lo mismo del barco.

## Funcionamiento
Referente al mecanismo del cable esquí, consta de dos cables que corren paralelos entre sí con portadores entre ellos: estos son tubos de metal que se conectan a la cuerda del remolque con los esquiadores. Estas cuerdas de remolque se separan y se unen al mismo tiempo sin ralentizar el sistema, lo cual es una razón principal por la alta eficacia. 
En función de las dimensiones del lago o estanque acondicionado para la actividad, un circuito oscila entre 600 a 1200 m albergando hasta a 10 y 12 esquiadores al mismo tiempo, estando separados entre sí una distancia entre 70 u 80 m. 
El cable está sostenido por poleas, instaladas en torres de unos 8 o 9 m por encima del nivel del agua. Esto provoca que sea una sensación diferente que al practicar este deporte arrastrado por un barco, esto ayuda a que los profesionales pueden realizar figuras más complejas y con mayor altura, y los novatos o principiantes tengan mayor control facilitando su práctica.

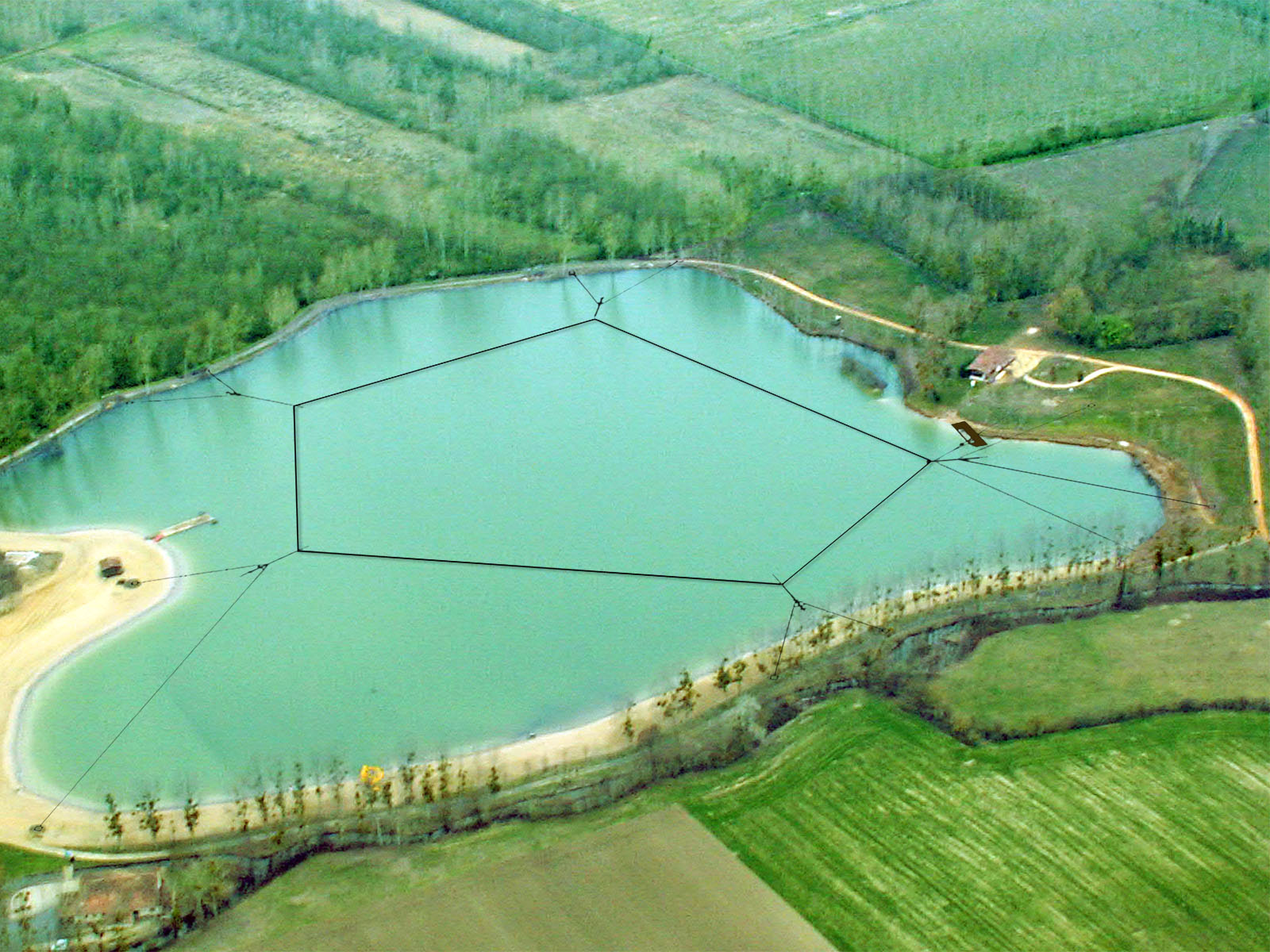
Moncontour implantation teleski

En general los cables esquí están preparados para la práctica del wakeboard donde hay rampas y deslizadores (módulos de obstáculos). Otra práctica para que los esquiadores despeguen de la superficie es "cargando la línea", que es poner en tensión la cuerda usando el agua como un resorte que les permite arrojarse al aire. Aunque es posible hacer esto detrás de un barco, el ángulo superior de la tracción y el ligero tirón en las esquinas permiten buenos saltos para llegar mucho más altos.